# Jon Courtenay Grimwood

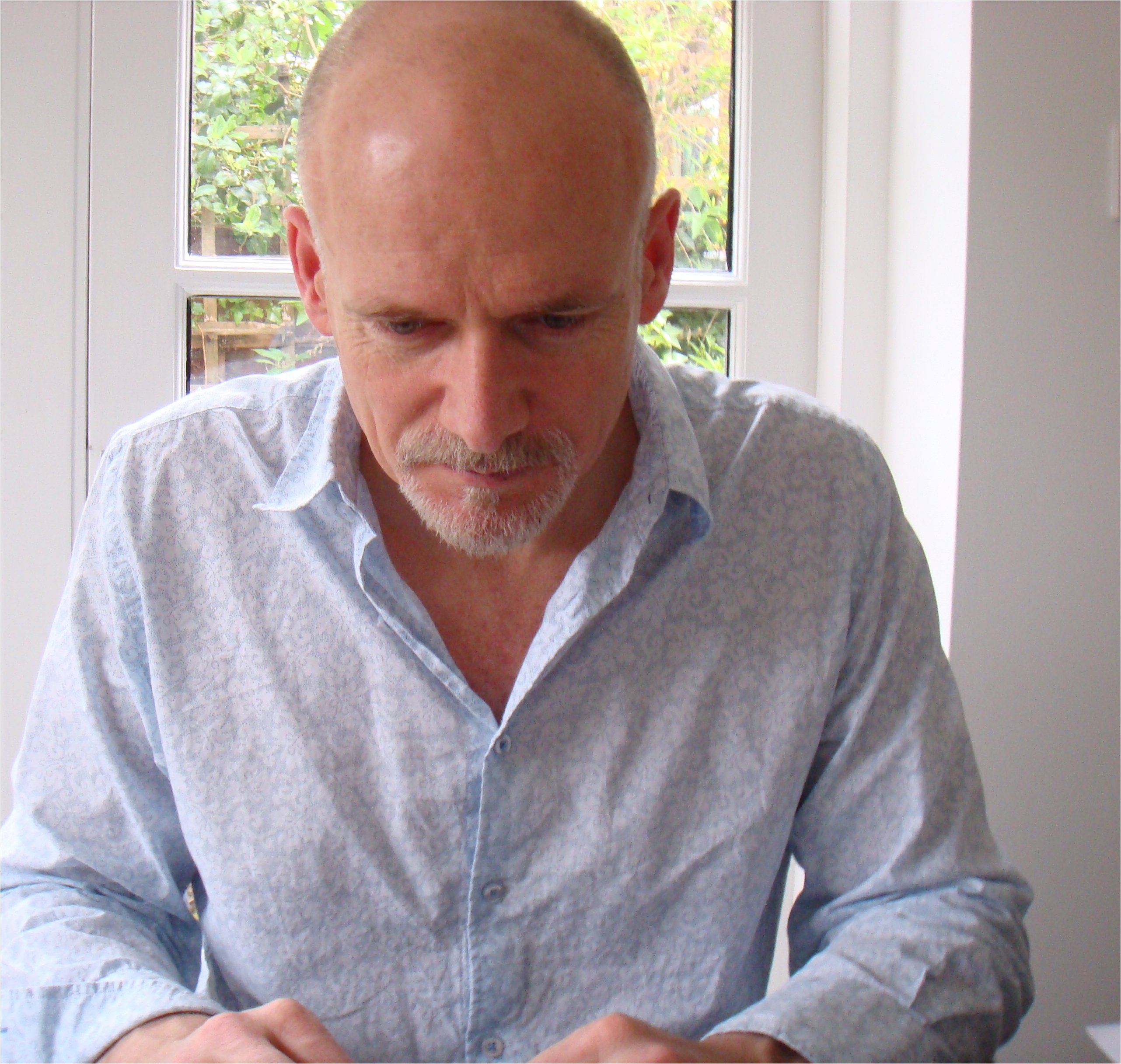
Jon Courtenay Grimwood

Jon Courtenay Grimwood (Valletta, 1953) is een Brits sciencefictionschrijver. Hij schrijft ook literaire fictie als Jonathan Grimwood, en misdaadfictie en thrillers als Jack Grimwood. Hij werd geboren op Malta en groeide op in het Verenigd Koninkrijk, Zuidoost-Azië en Noorwegen. Hij werkte als freelance schrijver voor tijdschriften en kranten, zoals The Guardian, The Daily Telegraph, The Times en The Independent. Hij woont in Londen en Winchester en is getrouwd met Sam Baker, een journaliste en auteur. Zijn zoon Jamie stamt uit een vorig huwelijk.
Grimwood won de Britse BSFA Award in 2003 met Felaheen en in 2007 met End of the World Blues. Het eerste boek uit de Arabesk-trilogie, Pashazade, was in 2002 genomineerd voor de Arthur C. Clarke Award.
De meeste van Grimwoods romans zijn te karakteriseren als een variant op het genre alternatieve geschiedenis. In de eerste vier werken, die in de 22e eeuw spelen, is de Frans-Pruisische Oorlog van 1870 in het voordeel van Frankrijk beslecht. Daardoor is het Duitse Keizerrijk nooit ontstaan en is het Tweede Franse Keizerrijk niet ten val gekomen.
In de Arabesk-trilogie ligt het moment van verschil (point of divergence - POD) in 1915. Woodrow Wilson weet een vroege vrede te bewerkstelligen, zodat de Eerste Wereldoorlog zich nauwelijks buiten de Balkan uitbreidt. De boeken spelen zich af in een liberaal islamitisch Ottomaans Noord-Afrika in de 21e eeuw, voornamelijk in El Iskandryia (Alexandrië).